# Gephyrotes nitidopunctata
Gephyrotes nitidopunctata är en mossdjursart som först beskrevs av Smitt 1868.  Gephyrotes nitidopunctata ingår i släktet Gephyrotes och familjen Cribrilinidae. Inga underarter finns listade i Catalogue of Life.